# Anita Bryant
Anita Bryant (25. března 1940 Barnsdall, Oklahoma – 16. prosince 2024 Edmond, Oklahoma) byla americká zpěvačka, královna krásy a anti-LGBT aktivistka. 
Roku 1958 byla zvolena Miss Oklahomy. Koncem padesátých a začátkem šedesátých let měla čtyři hity v první čtyřicítce hitparády (například „Paper Roses“ a „In My Little Corner of the World“). 
Roku 1969 se účastnila protestní akce Rally for Decency, která byla zaměřena proti chování Jima Morrisona při koncertech jeho kapely The Doors. V sedmdesátých letech se stala veřejnou odpůrkyní práv LGBT lidí. V roce 1977 vedla kampaň Save Our Children, která měla za cíl zrušení místního ustanovení v okresu Miami-Dade County, které zakazovalo diskriminaci v oblasti bydlení a zaměstnání na základě sexuální orientace.
Později začala její profesionální kariéra zpěvačky upadat. Často byla za své názory kritizována. Například Jimmy Buffett ve své písni „Mañana“ zpívá „I hope Anita Bryant never ever does one of my songs“, tj. „Doufám, že Anita Bryant nikdy nenazpívá žádnou mou píseň.“ Písničkář David Allan Coe vydal na svém albu Nothing Sacred píseň „Fuck Aneta Briant“ (sic). Velšský hudebník John Cale o ní napsal píseň „Hedda Gabbler“ z alba Animal Justice.
Její vnučka Sarah Green se provdala za ženu a v roce 2021 uvedla, že když se své babičce ve svých 21 letech svěřila se svou orientací, ta jí odvětila, že homosexualita není skutečná. Zemřela 16. prosince 2024 ve věku 84 let.